# Caorso
Caorso är en ort och kommun i provinsen Piacenza i regionen Emilia-Romagna i Italien. Kommunen hade 4 808 invånare (2018).
Norr om orten ligger det tidigare kärnkraftverket Caorso byggt av Enel.